# Jefferson City (Missouri)
Pour les articles homonymes, voir Jefferson City.
Jefferson City est la capitale de l'État du Missouri, aux États-Unis. Elle est le siège du comté de Cole bien qu’une partie nord de la ville se situe dans le comté de Callaway. Sa population s’élevait à 43 079 habitants lors du recensement de 2010, estimée à 42 838 habitants en 2018.
Jefferson City se trouve sur la rive droite du Missouri un peu en amont de la confluence avec la rivière Osage et à la limite nord des Monts Ozarks, dans une région connue sous le nom de Mid-Missouri. Il se trouve également à la limite occidentale de l’une des principales régions viticoles du Midwest. La ville est dominée par le Capitole qui s'élève depuis une falaise surplombant la rivière Missouri. 

## Histoire
La ville tire son nom de Thomas Jefferson, troisième président des États-Unis d'Amérique de 1801 à 1809.
À l'époque précolombienne la région fut habitée par les Mound Builders, disparus avant l'arrivée des premiers colons européens. Puis les habitants furent les Amérindiens de la tribu des Osages.
En 1812, lorsque le Territoire du Missouri fut constitué, Saint-Louis fut choisie comme siège du gouvernement et Saint Charles comme capitale. Ce n'est qu'en 1821 que Jefferson City, alors un simple comptoir commercial à mi-chemin entre Saint-Louis et Kansas City, devint la capitale de l'État. Le nom originellement pressenti pour la nouvelle capitale était Missouriopolis.
Durant la guerre de Sécession, la ville fut occupée par les troupes unionistes du général Nathaniel Lyon. Une partie des élus de l'Assemblée législative de l'État se replia sur Neosho et déclarèrent leur fidélité à la Confédération. Les Missouriens étaient fortement divisés et de nombreux habitants de l'État, notamment à Saint-Louis, soutenaient l'Union, tandis que d'autres régions le long de la rivière Missouri entre Jefferson City et Kansas City étaient fortement pro-confédérées.
Le 24 mai 2019, Jefferson City a été dévastée par une puissante tornade classée EF3 de presque un kilomètre de diamètre, avec des vents maximaux atteignant les 260 km/h. Une vingtaine de personnes ont été hospitalisées.

## Démographie
| Groupe            | Jefferson City | Missouri | États-Unis |
| ----------------- | -------------- | -------- | ---------- |
| Blancs            | 78,0           | 82,8     | 72,4       |
| Afro-Américains   | 16,9           | 11,6     | 12,6       |
| Métis             | 2,2            | 2,1      | 2,9        |
| Asiatiques        | 1,8            | 1,6      | 4,8        |
| Autres            | 0,8            | 1,3      | 6,2        |
| Amérindiens       | 0,3            | 0,5      | 0,9        |
| Océaniens         | 0,1            | 0,1      | 0,2        |
| Total             | 100            | 100      | 100        |
|                   |                |          |            |
| Latino-Américains | 2,6            | 3,6      | 16,7       |

Selon l’American Community Survey, pour la période 2011-2015, 94,74 % de la population âgée de plus de 5 ans déclare parler l'anglais à la maison, 1,65 % déclare parler l'espagnol, 0,80 % une langue africaine et 2,81 % une autre langue.

## Religion
Jefferson City est le siège du diocèse catholique de Jefferson City avec la cathédrale Saint-Joseph, d'architecture moderniste.